# Elsa Engeström
Elsa Augusta Emilia Engeström, född 19 juni 1885 i Sollefteå, Västernorrlands län, död 24 januari 1976 i Brännkyrka församling, Stockholm, var en svensk konstnär och keramiker.
Elsa Engeström var verksam vid Gustavsberg 1912-1916. Hon gjorde sgraffitodekorerad keramik i samma stil som Gunnar G:son Wennerberg och Josef Ekberg.